# Platypalpus baechlii
Platypalpus baechlii är en tvåvingeart som beskrevs av Patrick Grootaert 1992. Platypalpus baechlii ingår i släktet Platypalpus och familjen puckeldansflugor. Inga underarter finns listade i Catalogue of Life.